# Laszky Ármin
Laszky Ármin (Pest, 1851. július 10. – Nagyvárad, 1915. szeptember 4.) magyar nyomdász, lapkiadó, újságíró, lapszerkesztő.

## Életpályája
Laszky Jónás (1818–1884) szabómester és Mandl Teréz (Rebeka) fia. Az Athenaeum nyomdában tanult; szedő és korrektor lett a Pesti Naplónál. 1870–1874 között dolgozott Hügel Ottó nagyváradi nyomdájában. 1874-ben Haas Gottlieb pénzügyi támogatásával nyomdát alapított. Rácz Mihály és Dus László társaságában megalapította a Szabadság című nagyváradi napilapot, melynek többek közt Ady Endre, Krúdy Gyula, Nagy Endre, Bíró Lajos voltak munkatársai. A Tiszaeszlári per idején (1882–1883) Istóczy Győző antiszemita Tizenkét röpirat (1880–1884) című röpiratai ellen kiadta Hegyesi Márton Ellenröpiratát (1881).